# Всероссийская сельскохозяйственная перепись (2006)
Всероссийская сельскохозяйственная перепись была проведена в 2006 году в соответствии с Федеральным законом от 21 июля 2005 г. № 108-ФЗ «О Всероссийской сельскохозяйственной переписи».
Ответственный за проведение — Росстат.

## Цели Всероссийской сельскохозяйственной переписи 2006 года (ВСХП)
- формирование федеральных информационных ресурсов, содержащих сведения о состоянии и структуре сельского хозяйства, о наличии и использовании его ресурсного потенциала для проведения прогноза развития сельского хозяйства и выработки мер экономического воздействия на повышение его эффективности;
- формирование системы статистического учета в области сельского хозяйства;
- обеспечение возможности получения статистической информации в области сельского хозяйства по муниципальным образованиям;
- получение детальных характеристик сельского хозяйства, которые будут использоваться в качестве базисных пропорций при досчетах статистических показателей в межпереписной период;
- актуализация генеральной совокупности объектов для проведения различного рода выборочных обследований в межпереписной период;
- обеспечение возможности сопоставления итогов сельскохозяйственной переписи с используемыми в международной практике статистическими данными в области сельского хозяйства.

## Сроки проведения
В соответствии с постановлением Правительства Российской Федерации от 31 октября 2005 г. № 651 «Об организации Всероссийской сельскохозяйственной переписи» установлен срок проведения ВСХП — с 1 по 25 июля 2006 года по состоянию на 1 июля 2006 года.
На отдаленных и в труднодоступных территориях, транспортное сообщение с которыми в период проведения переписи будет затруднено, перепись проводится в один этап — с 15 сентября по 15 ноября 2006 года, при этом сведения о посевных площадях указываются в переписных листах под урожай 2006 года, сведения о поголовье сельскохозяйственных животных по состоянию на 1 сентября 2006 года.

## Объекты сельскохозяйственной переписи
- сельскохозяйственные организации;
- крестьянские (фермерские) хозяйства и индивидуальные предприниматели;
- личные подсобные хозяйства и другие индивидуальные хозяйства населения;
- садоводческие, огороднические, животноводческие и дачные некоммерческие объединения граждан.

## Итоги переписи

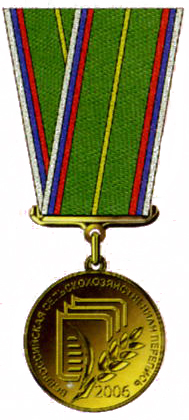
Медаль «За заслуги в проведении Всероссийской сельскохозяйственной переписи 2006 года»

По результатам ВСХП выпущено издание «Итоги Всероссийской сельскохозяйственной переписи 2006 года» (в 9 томах):
- Том 1. Основные итоги Всероссийской сельскохозяйственной переписи 2006 года
- Том 2. Число объектов Всероссийской сельскохозяйственной переписи 2006 года. Трудовые ресурсы и их характеристика
- Том 3. Земельные ресурсы и их использование
- Том 4. Посевные площади сельскохозяйственных культур и площади многолетних насаждений и ягодных культур
- Том 5. Поголовье сельскохозяйственных животных
- Том 6. Технические средства, производственные помещения и инфраструктура
- Том 7. Сельское хозяйство районов Крайнего Севера и приравненных к ним местностям
- Том 8. Всероссийская сельскохозяйственная перепись 2006 года: программа, методология и организация проведения
- Том 9. Итоги Всероссийской сельскохозяйственной переписи 2006 года. (Атлас переписи)

## Интересные факты
В 2006 году была учреждена ведомственная медаль «За заслуги в проведении Всероссийской сельскохозяйственной переписи 2006 года»